# H-Music
A H-Music független magyar lemezkiadó, amelyet 1998-ban hoztak létre a magyar Metal Hammer magazin főszerkesztői Hammer Music néven, ennek megfelelően kizárólag rock és metal együttesek albumait gondozza.
Első kiadványuk a négy év szünet után újjáalakuló Ossian együttes koncertlemeze volt. Azóta számtalan magyar zenekar lemezét adták ki minden évben, külföldi kiadók anyagait terjesztik Magyarországon, fontos szerepet töltenek be a műfaj népszerűsítésében, mint a stílusra specializálódott legnagyobb hazai kiadó. A kiadó saját boltja a 11. kerületi Hammer Zenebarlang.
2021-től a HammerWorld magazin kiadójától független cégként – valamint az alkiadókat összevonva – H-Music néven működik tovább, sőt saját (online és nyomtatott formában egyaránt megjelenő) magazint is megjelentet.

## Alkiadók
- Hammer Records – a legnépszerűbb magyar heavy metal együttesek istállója[2]
- Nail Records – extrém metal együttesek kiadványai[7]
- Edge Records – a populáris vagy kísérletező rockegyüttesek kiadványai[8]
- Hadak Útja Kiadó  – hazafias zenét játszó együttesek kiadványai[9]

## Zenekarok
| - Akela - Classica - Demonlord - Fáraó - Kalapács - H.A.R.D. - Karthago - Lord - Mobilmánia - Moby Dick - Mood - Nemesis - Nevergreen - Omen - Ossian - P. Box - Pokolgép - Sámán - Sing Sing - Stress | - Agregator - Arkhē - Black Leaves - Bloody Roots - Bornholm - Casketgarden - Christian Epidemic - Dalriada - Fekete Sereg - KerecsenSólyom - Korog - Kylfingar - Lady Macbeth - Remorse - Rubicon - Stonehenge - Tales of Evening - Tesstimony - Virrasztók - Wisdom - Without Face | - Angertea - Aurora - AWS - Black-Out - Blind Myself - Bridge To Solace - Cadaveres - Cool Head Klan - Depresszió - Dorothy - Dystopia - Fürgerókalábak - Macskanadrág - Nomad - Nova Prospect - Pair o’Dice - Road - Szeg | - Egészséges Fejbőr - Hungarica - Oi-Kor - Romantikus Erőszak |

### H-Music
- A.M.D.
- Dalriada
- Depresszió
- Junkies
- Moby Dick
- Omen
- Ossian
- Remorse
- Road

- Weboldal és Online Bolt
- FaceBook oldal
- YouTube-csatorna
- discogs.com adatlap (nem hivatalos)

### Hammer Records
- Weboldal
- FaceBook oldal
- Interjú Lénárd Lászlóval – 2005. július, Rockpolis-Media.com
- Interjú Cselőtei Lászlóval és Lénárd Lászlóval – Passzio.hu